# Polyotidium
Polyotidium é um género botânico pertencente à família das orquídeas (Orchidaceae). Foi proposto por Garay em Botanical Museum Leaflets 18: 105, em 1958, para onde transferiu o Polyotidium huebneri (Mansf.) Garay, anteriormente publicado por Mansfield como Hybochilus huebneri, a planta tipo do gênero. O nome é uma referência as quatro aurículas presentes da colunas das flores deste gênero.
Polyotidium é um gênero monotípico cuja pequena espécie é epífita, de crescimento cespitoso, e ocorre nas áreas quentes, sombrias e inundáveis da Amazônia.
São plantas de rizoma curto e pseudobulbos muito pequenos, ovóides, algo alongados com uma única folha estreita bastante carnosa, lanceolada. A inflorescência emer¬ge das axilas das Baínhas foliares que guarnecem os pseudobulbos, é racemosa, pouco mais longa que as folhas, ereta ou arqueada, com muitas flores algo espaçadas, avermelhadas, que abrem em sucessão e comportam duas polínias.
Polyotidium, com Quekettia, Trizeuxis, Plectrophora, Cypholoron, e Pterostemma, forma de um dos sete subgrupos de pequenos gêneros, que coletivamente se constituem em um dos cerca de dez agrupamentos da subtribo Oncidiinae, cujos relacionamentos e classificação genérica e supragenérica, segundo critérios filogenéticos, ainda não estão bem delimitados.